# EYES (NHK)
EYES（アイズ）は、NHK総合テレビジョンで2008年度及び2009年度、午前0時台に編成された若者向け深夜番組のゾーンレーベルである。副題は、“EVERY MIDNIGHT ON GTV”。

## 概要
NHKでは2008年度、これまで再放送の枠に充てていた総合テレビ深夜0時台を特に中高生から30代までの若年層に楽しんでもらえる番組作りを行うことにして視聴者の開拓を図ろうと考えた。その一環として各曜日ごとに特色のある内容の番組を日替わりでラインナップさせる。
内容は、従来から放送されていたものや『NHK番組たまご』から生まれたものなど、様々であった。しかし、当時の政府・与党内に「地球温暖化・二酸化炭素排出削減対策の一環として、電力消費削減のためテレビの深夜放送を自粛すべきだ」との意見が浮上していたことから、内容や今後の視聴率次第では枠の存続そのものが危ぶまれるおそれがあった。
その後、テレビの完全デジタル化に伴う媒体再編=実質的な週あたり放送枠削減もあいまって、2010年度抜本的な改編が実施されたことから、結果的にわずか2年間で終了（枠消滅）し、その後は一部の番組が独立して放送することとなった。

## 放送番組
放送時間・放送曜日（午前4:15を基点とした放送日付上のもので実際は翌曜日）は日本標準時。[新]は新番組で、[た]は番組たまごからの採用。

### 2008年度
| 時刻→ ↓曜日 | 24:10                                                                           | 24:40                                                                           | 24:45                                                                           | 24:50                                                                           | 24:55                                                                           |    |
| ----------- | ------------------------------------------------------------------------------- | ------------------------------------------------------------------------------- | ------------------------------------------------------------------------------- | ------------------------------------------------------------------------------- | ------------------------------------------------------------------------------- | -- |
| 月          | トップランナー                                                                  | トップランナー                                                                  | トップランナー                                                                  | [新]ドキュメント挑戦 （1:00（前日25:00）まで）                                  | [新]ドキュメント挑戦 （1:00（前日25:00）まで）                                  | 月 |
| 火          | [新]テレ遊びパフォー!                                                           | 世界一周!地球に触れる・エコ大紀行 日めくり版 （2009年1月まで））                | 世界一周!地球に触れる・エコ大紀行 日めくり版 （2009年1月まで））                | （NHKスペシャル 再放送）                                                        | （NHKスペシャル 再放送）                                                        | 火 |
| 水          | [た]東京カワイイ★TV                                                             | 世界一周!地球に触れる・エコ大紀行 日めくり版 （2009年1月まで））                | 世界一周!地球に触れる・エコ大紀行 日めくり版 （2009年1月まで））                | （NHKスペシャル 再放送）                                                        | （NHKスペシャル 再放送）                                                        | 水 |
| 木          | MUSIC JAPAN                                                                     | 爆笑オンエアバトル（1:10（前日25:10）まで）                                     | 爆笑オンエアバトル（1:10（前日25:10）まで）                                     | 爆笑オンエアバトル（1:10（前日25:10）まで）                                     | 爆笑オンエアバトル（1:10（前日25:10）まで）                                     | 木 |
| 金          | [新]とくせん（時間不定）→エコ大紀行 日めくり版、[新]ミッドナイトY（非EYES番組） | [新]とくせん（時間不定）→エコ大紀行 日めくり版、[新]ミッドナイトY（非EYES番組） | [新]とくせん（時間不定）→エコ大紀行 日めくり版、[新]ミッドナイトY（非EYES番組） | [新]とくせん（時間不定）→エコ大紀行 日めくり版、[新]ミッドナイトY（非EYES番組） | [新]とくせん（時間不定）→エコ大紀行 日めくり版、[新]ミッドナイトY（非EYES番組） | 金 |
| 土          | 着信御礼!ケータイ大喜利（第1・3週）                                             | 着信御礼!ケータイ大喜利（第1・3週）                                             | 着信御礼!ケータイ大喜利（第1・3週）                                             | 着信御礼!ケータイ大喜利（第1・3週）                                             | （彩雲国物語）                                                                  | 土 |
| 土          | NHK番組たまごなど（第2・4・5週）                                                |                                                                                 |                                                                                 |                                                                                 | （彩雲国物語）                                                                  | 土 |
| 時刻        | 24:10                                                                           | 24:40                                                                           | 24:45                                                                           | 24:50                                                                           | 24:55                                                                           |    |

### 2009年度
2009年度は『カワイイTV』と『MJ』が「EYES卒業生」となる。これらを含めるとすると新たに日曜にも設定され、実質毎日の帯レーベルに。▲印の番組は公式にはEYESから外されているが、ブログではディレクターの日記も継続しており、実質この枠として扱われる。
NHKでは民放に続いて2009年度から地上波デジタルテレビジョン放送におけるワンセグ単独番組の放送が解禁となり、まず教育テレビから実施される。総合テレビにおいても各番組の見直しが徹底され、ワンセグ化がふさわしいとされた番組については年度途中もしくは2010年度からワンセグに移行となる予定。また、そのことを前提にワンセグ単独番組についての魅力を紹介する番組も編成された。
さらには、その後のトップの会見で、新たに始める番組については放送期間を短くし、企画を次々と入れ替えることが明らかにされた。いわば、番組たまごのようなトライアル期間をさらに2か月間に延長し、視聴者のさらなる評価を得て次の年度でのレギュラー化を進めるための番組という位置づけができる。
なお、8・9月期については、夏休み特別編成に加え、第45回衆議院議員総選挙が行われた関係で、また12・翌年1月期途中までは年末年始編成のため、当初から継続放送が明示されていた『ドキュメント20min.』以外の新企画が組まれなかった。
| 時刻→ ↓曜日 | 23:30                             | 24:00                               | 24:05                               | 24:10 | 24:30 | 24:40                               | 24:45                        | 24:50                        | 24:55                         | 曜日 |
| ----------- | --------------------------------- | ----------------------------------- | ----------------------------------- | --- | --- | ----------------------------------- | ---------------------------- | ---------------------------- | ----------------------------- | ---- |
| 月          | （（きょうの）ニュース&スポーツ） | （（きょうの）ニュース&スポーツ）   | （（きょうの）ニュース&スポーツ）   | （4・5月）（10・11月）（翌年1・2月）[た][新]笑・神・降・臨 （6・7月）[た][新]アレ今どうなった?                                               | （4・5月）（10・11月）（翌年1・2月）[た][新]笑・神・降・臨 （6・7月）[た][新]アレ今どうなった?                                               | [新]ワンセグ劇場▲                   | （再放送枠）                 | （再放送枠）                 | （再放送枠）                  | 月   |
| 火          | （（きょうの）ニュース&スポーツ） | （（きょうの）ニュース&スポーツ）   | （（きょうの）ニュース&スポーツ）   | （4・5月）[た][新]タイムスクープハンター （6・7月）[た][新]名将の采配 （10・11月）[新]TOKYO ニュースREMIX （翌年1・2月）[た][新]カンテツな女 | （4・5月）[た][新]タイムスクープハンター （6・7月）[た][新]名将の采配 （10・11月）[新]TOKYO ニュースREMIX （翌年1・2月）[た][新]カンテツな女 | [新]ワンセグ劇場▲                   | （再放送枠）                 | （再放送枠）                 | （再放送枠）                  | 火   |
| 水          | （（きょうの）ニュース&スポーツ） | （（きょうの）ニュース&スポーツ）   | （（きょうの）ニュース&スポーツ）   | （4・5月）（10・11月）[新]探偵Xからの挑戦状! （6・7月）[た][新]CHANGE MAKER （翌年1・2月）佐野元春のザ・ソングライターズ                     | （4・5月）（10・11月）[新]探偵Xからの挑戦状! （6・7月）[た][新]CHANGE MAKER （翌年1・2月）佐野元春のザ・ソングライターズ                     | [新]ワンセグ劇場▲                   | （再放送枠）                 | （再放送枠）                 | （再放送枠）                  | 水   |
| 木          | （（きょうの）ニュース&スポーツ） | （（きょうの）ニュース&スポーツ）   | （（きょうの）ニュース&スポーツ）   | （4・5月）関口知宏のファーストジャパニーズ （6月から）[新]ドキュメント20min.                                                                 | [新]特ダネ!投稿DO画▲ | （シリーズ世界遺産100）             | （アニメ枠）                 | （アニメ枠）                 | （アニメ枠）                  | 木   |
| 金          | （（きょうの）ニュース&スポーツ） | （（きょうの）ニュース&スポーツ）   | （（きょうの）ニュース&スポーツ）   | トップランナー（第1～3週） | トップランナー（第1～3週） | トップランナー（第1～3週）          | トップランナー（第1～3週）   | トップランナー（第1～3週）   | （爆笑トライアウト（第1週）） | 金   |
| 金          | （（きょうの）ニュース&スポーツ） | （（きょうの）ニュース&スポーツ）   | （（きょうの）ニュース&スポーツ）   | 爆笑オンエアバトル（第4週、1:15（前日25:15）まで）                                                                                           | |                                     |                              |                              |                               | 金   |
| 土          | 東京カワイイ★TV▲                  | 着信御礼!ケータイ大喜利（第1・3週） | 着信御礼!ケータイ大喜利（第1・3週） | 着信御礼!ケータイ大喜利（第1・3週） | 着信御礼!ケータイ大喜利（第1・3週） | 着信御礼!ケータイ大喜利（第1・3週） | （ニュース）                 | （海外ドラマ枠）             | （海外ドラマ枠）              | 土   |
| 土          | 東京カワイイ★TV▲                  | パフォー!（第2・4週、NHKG版）       | パフォー!（第2・4週、NHKG版）       | パフォー!（第2・4週、NHKG版） | （私の1冊 日本の100冊） | （プレマップ）                      | （ニュース）                 | （海外ドラマ枠）             | （海外ドラマ枠）              | 土   |
| 日          | MUSIC JAPAN▲                      | （ニュース）                        | （プレマップ）                      | （わたしが子どもだったころ） | （わたしが子どもだったころ） | （わたしが子どもだったころ）        | （わたしが子どもだったころ） | （わたしが子どもだったころ） | （再放送枠）                  | 日   |
|             | 23:30                             | 24:00                               | 24:05                               | 24:10 | 24:30 | 24:40                               | 24:45                        | 24:50                        | 24:55                         |      |

#### 個別記事の無い番組新設
ワンセグ劇場
2009年4月6日にスタートした『NHKワンセグ2』から、5分番組『ケータイ大自然 ダーウィンが来た!』『ドラマ8芸能社』『土曜時代劇連動企画』などを5日（暦上は6日）遅れで放送。

#### 番組終了・変更
ドキュメント挑戦
『ドキュメント20min.』に改題、時間拡大。
テレ遊びパフォー!
『パフォー!』に改題、衛星波・地上波で番組を分離の上、地上波は隔週放送に短縮。
爆笑オンエアバトル
月1回に集約・短縮。代替として予選番組『爆笑トライアウト』を月1回放送。
とくせん
趣旨を変更し『とくせんETV』（総合・金曜 10:05-11:00）、『ワンセグとくせん』（教育・火曜〜金曜 2:40-2:50。前日深夜）として再出発。

## 枠消滅後の対応
枠が消滅した2010年度（2010年3月29日開始）は、以下の対応が採られた。
- 木曜・金曜0-1時台（前日深夜）に一部新作番組（初回放送）を放送する以外は直近のゴールデンタイム・プライムタイムで放送された番組の再放送の時間に充てる。
- 2009年度の番組編成形式を応用して月曜日23時台、『ミッドナイトチャンネル』の金曜0時台（前日深夜）に『EYES』や『番組たまご』で反響の大きかった番組を中心に1クール（3か月）ごとの季節編成のシリーズ番組を編成。第1弾は月曜23時台が『タイムスクープハンター』、金曜0時台は『ケータイ発ドラマ 激恋』。
- 『オンエアバトル』は一部昔の形式に戻し『オンバト+』に改題の上、『笑・神・降・臨』（月1回程度）とセットにして土曜未明（金曜深夜）へ。
- 『トップランナー』は土曜23:30へ移し時間短縮、同枠の『東京カワイイ★TV』を日曜同時間へ、その枠の『MUSIC JAPAN』は同日夕方へ。玉突き移動も起きた。